# Egloga

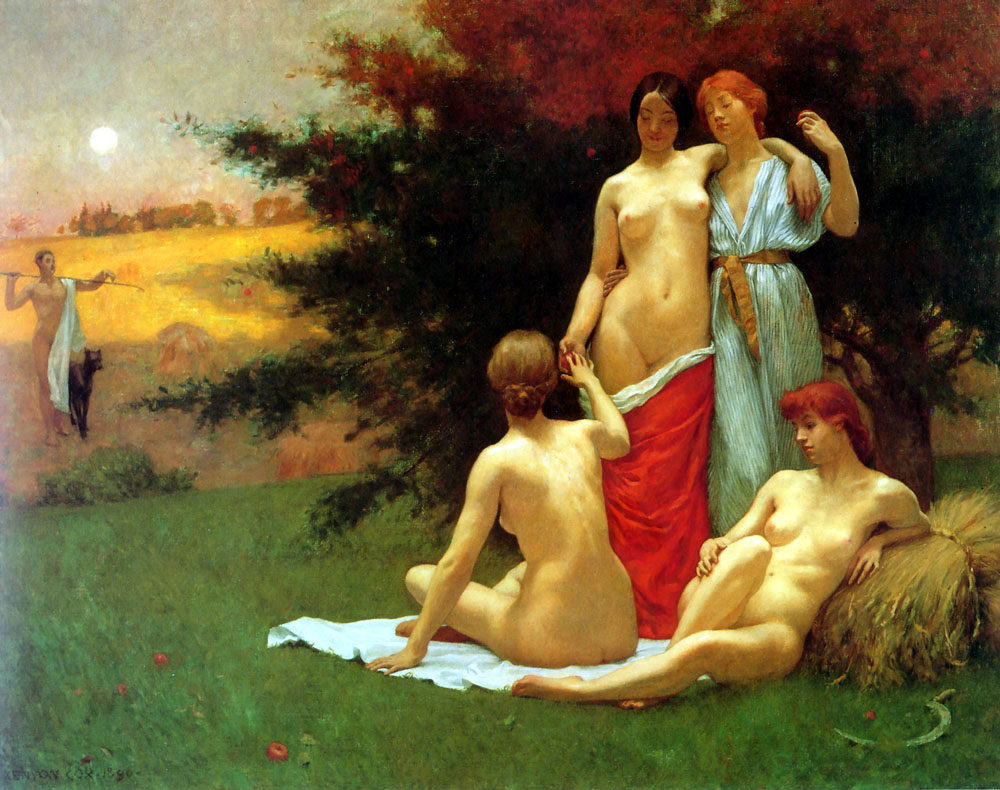
An Eclogue (1890) di Kenyon Cox

L'ègloga, o ècloga, è un componimento della poesia bucolica in forma dialogica, con significato allegorico e di celebrazione della vita agreste.
Il termine deriva dal greco ekléghein ("trascegliere") e nella letteratura antica veniva utilizzato per indicare un poemetto scelto; con questo significato vennero intitolate alcune opere, quali l'Egloga cronografica di Giovanni Sincello e l'Egloghe di Decimo Magno Ausonio.

## Storia

### Età classica
Le prime ecloghe della letteratura greca furono quelle di Teocrito.
Le prime ecloghe della letteratura latina, che prendevano a esempio quelle di Teocrito, sono le Bucoliche di Publio Virgilio Marone.

### Medioevo
È da notare come questa forma letteraria sopravviva anche in età medioevale, diffondendosi anche in Francia, Spagna e Paesi germanici.
Noto fu lo scambio di egloghe latine tra Dante Alighieri e Giovanni del Virgilio.
Lo stesso Petrarca la utilizza nel Bucolicum carmen per elogiare il re di Napoli Roberto d'Angiò che, con il suo benestare, gli permise di acquisire l'alloro poetico nel 1341. Anche Boiardo, su modello virgiliano, scrive 10 egloghe, Pastoralia, nel 1482-1484, con intento encomiastico.

### Età moderna
Alle egloghe pastorali, ed in specie all'Euridice scritta dal poeta fiorentino Ottavio Rinuccini, si ispirarono i musicisti alle origini dell'opera lirica per comporre i primi melodrammi.
In particolare, il mito di Euridice, ripreso da Rinuccini nel suo componimento, fu musicato quasi contemporaneamente sul finire del XVI secolo da Jacopo Peri e da Giulio Caccini in quella che è considerata la prima opera lirica: appunto, Euridice.
L'elemento tipico e costante nei secoli dell'egloga fu quello della finzione dell'esistenza semplice e pura, scappatoia per le anime tormentate da passioni. In questo senso l'egloga passò nel dramma pastorale italiano, e tra i suoi anticipatori vi fu Iacopo Fiorino de' Buoninsegni, e nel romanzo pastorale inglese, francese e spagnolo.